# 早期妊娠因子
早期妊娠因子（そうきにんしんいんし、英:early pregnancy factor:EPF）とは妊娠動物に認められる母体とは異質の胎子抗原因子。ヒトやウシでは受精後1~2日以降に血中で証明され、母体からの攻撃に対する防御、着床や発育の促進に関与するとされる。最も早い時期に血中に出現する妊娠関連因子であるため早期妊娠診断に利用することができる。早期妊娠因子の生産部位について諸説ある。早期妊娠因子の測定はリンパ球と赤血球の凝集によりできるロゼットの抑制率を調べるロゼット抑制試験によって行われる。